# Río Icaño
Río Icaño är ett periodiskt vattendrag i Argentina, beläget i provinsen Catamarca i den norra delen av landet, 900 km nordväst om huvudstaden Buenos Aires.
Omgivningen kring Río Icaño är huvudsakligen öppet busklandskap och är mycket glesbefolkad, med 4 invånare per kvadratkilometer.